# Вменённое страхование
Вменённое страхование — добровольное страхование, покупка и наличие которого необходимы для получения доступа к некоторым видам деятельности (для получения или продления лицензии), к тем или иным льготам, специальным возможностям и иным материальным благам. Задача вменённого страхования — обеспечить гарантированное наличие страховой защиты у отдельных категорий юридических или физических лиц в интересах государства, бизнеса, общества и граждан.
По характеру действия вменённое страхование похоже на обязательное, однако имеет от него ряд принципиальных отличий .

## Вменённое страхование в мире
Вменённое страхование очень развито и популярно во всём мире. Во Франции, Германии, Австрии и других европейский странах существуют сотни видов страхования, которое является обязательным, но не обладает признаками обязательного страхования с точки зрения российского права. В Европе, США и большинстве других развитых стран, в отличие от России, все те виды страхования, в которых заключение договора страхования предписывается законом, относятся к обязательным видам. 

Обязанность заключения договора страхования может следовать не только из закона в формальном смысле, но и предписываться правилами Европейского союза, уставом публично-правового объединения, в случае, если законом профессиональному объединению предоставлено право устанавливать основание для обязательного страхования.— Концепция развития положений части второй Гражданского кодекса Российской Федерации о договоре страхования

## Вменённое страхование в России
Понятие «вменённое страхование» вошло в активный оборот в России в начале 2000-х годов. К 2021 году к вменённым относили уже 61 вид страхования.
Наиболее массовыми и заметными по совокупному размеру собираемых страховых премий в РФ стали следующие вменённые виды страхования:
- Страхование ответственности застройщиков перед участниками долевого строительства;
- Страхование ответственности туроператоров;
- Страхование ответственности арбитражных управляющих и др.

Главным отличием вменённого страхования от обязательного является уровень нормативной проработки. Каждый обязательный вид страхования вводится в РФ специальным законом, в котором детально описаны условия страхования и принципы тарификации. В отношении вменённых видов такой глубокой проработки нет - в том или ином законе упоминается, что для таких-то целей необходимо иметь определённое страхование (иногда указывается размер страховой суммы).  

 Таблица 1. Отличия вменённого страхования от обязательного (в российской практике).
| Параметр/критерий сравнения                                             | Добровольное страхование                                             | Обязательное страхование                             | Вменённое страхование                                                   |
| ----------------------------------------------------------------------- | -------------------------------------------------------------------- | ---------------------------------------------------- | ----------------------------------------------------------------------- |
| Виды страхования                                                        | Личное страхование Страхование имущества Страхование ответственности | Личное страхование Страхование ответственности       | Личное страхование Страхование имущества Страхование ответственности    |
| Отдельное нормативное регулирование                                     | Отсутствует, регулируется общими законами                            | Вводится в силу специального закона                  | Вытекает из тех или иных нормативно-правовых актов (НПА)                |
| Мотивация у страхователя                                                | Приобретение страховой защиты                                        | Исполнение требований закона                         | Доступ к специальным правам и привилегиям                               |
| Наличие у страховщика специальной лицензии от органа страхового надзора | Не требуется                                                         | Необходимо                                           | Не требуется                                                            |
| Правила и условия страхования                                           | Устанавливает страховщик                                             | Фиксируются в законе                                 | Устанавливает страховщик, некоторые положения могут следовать из закона |
| Страховые тарифы                                                        | Регулируются рынком                                                  | Регулируются законом либо иными НПА, частично рынком | Регулируются рынком                                                     |
| Вид договора                                                            | Двухсторонний коммерческий                                           | Как правило — публичный                              | Двухсторонний коммерческий                                              |

В начале 2021 года был опубликован аналитический доклад Банка России «Текущее состояние страхового рынка в Российской Федерации в сегменте вменённого страхования», одновременно ЦБ заявил о старте общественной дискуссии и о начале системной работы по ревизии всех видов вменённого страхования.